# La corona nelle tenebre
La corona nelle tenebre (The Crown in Darkness) è un romanzo giallo del 1988 scritto da P.C. Doherty, secondo della serie ambientata nell'Inghilterra medievale incentrata sulle indagini del Cancelliere Hugh Corbett.

## Trama
Corbett è inviato in Scozia dal Lord Cancelliere Burnett; deve indagare sulla morte del re Alessandro III, precipitato col suo cavallo giù da una scogliera mentre cavalcava furiosamente in una notte tempestosa. Pare che il re andasse a trovare Iolanda, la sua giovane sposa francese, che invece di essersi stabilita alla corte di Edimburgo, abita in un castello abbastanza lontano dalla città.
Alla Scozia, e al suo futuro dopo la morte di re Alessandro, guardano adesso con molto interesse sia Francia che Inghilterra. Nessuno appare particolarmente addolorato per la morte del sovrano, e a nessuno fanno piacere le domande che Corbett comincia a fare in giro, specie quelle che ipotizzano non si sia trattato di una disgrazia. L'investigatore deve dunque muoversi con molta circospezione: ha ricevuto l'incarico da Burnett, a lui solo deve riferire: forse nemmeno il re Edoardo I d'Inghilterra è al corrente della missione.
John Benstede, l'ambasciatore inglese in Scozia, il vescovo di Edimburgo William Wishart (personaggio che ha nella Scozia un po' lo stesso ruolo che il Cancelliere Burnett svolge in Inghilterra), e la stessa regina Iolanda forniscono a Corbett molte preziose informazioni, ma, prima di riuscire a risolvere il mistero, Burnett finirà addirittura in carcere.